# Edoardo Garzena
Edoardo Garzena (né le 4 mai 1900 à Turin et mort le 26 mai 1984 dans la même ville) est un boxeur italien.

## Biographie
Il remporte aux Jeux olympiques d'été de 1920 à Anvers la médaille de bronze dans la catégorie poids plumes. Après deux victoires face au belge Roger Vincken et au britannique James Cater, Garzena perd en demi-finale contre le français Jean Gachet.

## Palmarès

### Jeux olympiques
- Jeux olympiques d'été de 1920 à Anvers[1] (poids plumes)